# Thea Dückert

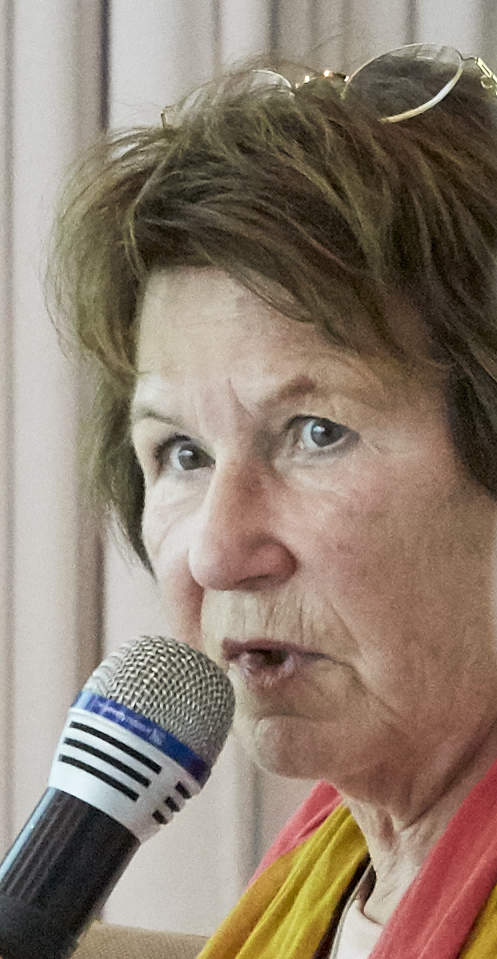
Thea Dückert, 2017

Thea Dückert geb. Wischer (* 5. Juni 1950 in Berlin) ist eine deutsche Politikerin (Bündnis 90/Die Grünen) und ehemalige Bundestagsabgeordnete.

## Leben und Beruf
Nach dem Abitur an der Käthe-Kollwitz-Schule in Hannover absolvierte Thea Dückert von 1969 bis 1974 ein Studium der Volkswirtschaftslehre in Bonn und Regensburg, welches sie als Diplom-Volkswirtin beendete. Danach war sie als wissenschaftliche Mitarbeiterin an der Universität Regensburg tätig, wo 1982 auch ihre Promotion zum Dr. rer. pol. mit der Arbeit „Arbeitsbeschaffungsmassnahmen - ein beschäftigungspolitisches Instrument?“ erfolgte. Danach arbeitete sie als wissenschaftliche Assistentin an der Carl-von-Ossietzky-Universität Oldenburg. Hier war sie auch von 1994 bis 1998 Leiterin der Kooperationsstelle Hochschule-Gewerkschaften.
Thea Dückert ist verheiratet und hat einen Sohn.

## Partei
Sie trat 1985 der Partei Die Grünen bei. Von 1994 bis 1995 war sie Landesvorsitzende der Grünen in Niedersachsen.

## Abgeordnete
Thea Dückert war von 1986 bis 1994 Mitglied des Landtages von Niedersachsen. Hier war sie von 1990 bis 1994 auch Vorsitzende der Grünen-Landtagsfraktion.
1996 kandidierte sie erfolglos für das Amt der Oberbürgermeisterin in Oldenburg.
Von 1998 bis 2009 war sie Mitglied des Deutschen Bundestages. Hier war sie von 1998 bis 2002 arbeitsmarktpolitische Sprecherin und daneben von 1998 bis 2002 auch sozialpolitische Sprecherin der Bundestagsfraktion Bündnis 90/Die Grünen. 
In der Bundestagsfraktion Bündnis 90/Die Grünen war Thea Dückert seit Februar 2001 Koordinatorin des Fraktionsarbeitskreises I Wirtschaft, Arbeit, Soziales, Finanzen bzw. Wirtschaft, Arbeit, Soziales, Finanzen, Haushalt (2002 bis 2005) bzw. Wirtschaft, Arbeit, Soziales, Rente, Gesundheit & Pflege, Finanzen, Haushalt (seit 2005). Von 2000 bis 2007 war sie stellvertretende Vorsitzende der Bundestagsfraktion Bündnis 90/Die Grünen, von 2007 bis 2009 war sie deren Parlamentarische Geschäftsführerin.
Thea Dückert ist stets über die Landesliste Niedersachsen in den Deutschen Bundestag eingezogen.

## Weitere öffentliche Ämter
Am 12. Oktober 2011 wurde Thea Dückert als Mitglied in den deutschen Nationalen Normenkontrollrat berufen. Seit 2013 ist sie Mitglied des Aufsichtsrats der Salzgitter AG, seit 2014 auch Mitglied im Verwaltungsrats des Norddeutschen Rundfunks und dort Vorsitzende des Finanzausschusses.